# Cernevo, Varna
Cernevo (în bulgară Чернево) este un sat în comuna Suvorovo, regiunea Varna,  Bulgaria. 

## Demografie
Componența etnică a satului Cernevo
     Bulgari (56,15%)
     Romi (5,02%)
     Turci (10,85%)
     Nicio identificare (27,23%)
     Altele (0,72%)
La recensământul din 2011, populația satului Cernevo era de 1.373 locuitori. Din punct de vedere etnic, majoritatea locuitorilor (56,15%) erau bulgari, existând și minorități de turci (10,85%) și romi (5,02%). Pentru 27,23% din locuitori nu este cunoscută apartenența etnică.